# Distrito de Yenimahalle
Yenimahalle es un distrito metropolitano central de la ciudad de Ankara, la capital de Turquía y de la provincia de Ankara. Es un distrito de rápido crecimiento residencial. De acuerdo con el censo de 2010, cuenta con una población urbana de 648 160 habitantes. Su extensión es de 274 km² y se encuentra a 830 m s. n. m.